# 天主教延安教区

天主教延安教区（Dioecesis Iennganensis）是罗马天主教在中国陕西省设立的一个教区。

## 历史
1911年4月12日，陕西北境代牧区分为陕西中境代牧区和陕西北境代牧区，陕西北境代牧区神父都为西班牙籍方济会士，第一任主教是西班牙人易兴化，来华后先在山东传教。当时陕西北境代牧区没有一座教堂，于是易兴化主教回国募捐，3年后回到陕北，选定延安作为主教驻地，购得东郊桥儿沟村延长石油厂旧址70多亩土地。1924年12月3日，陕西北境代牧区更名为延安府代牧区。到1934年，教区初具规模，有大小教堂20多处，于是兴建桥儿沟主教座堂。尚在内部装修阶段，陕北爆发土地革命，传教工作无法进行。主教及大部分神职人员退出延安，分别到山东、武汉、山西和关中等教区协助传教，只有榆林、富县和宜君还有几位神父住守，主要的传教活动基本停止。
1946年4月11日更名为延安教区。

## 教堂
- 靖边县河东天主堂

14座教堂
- 靖边县
  - 毛团天主堂：靖边县东坑镇毛团村
  - 小桥畔天主堂：靖边县东坑镇小桥畔村
  - 硬地梁天主堂：靖边县东坑镇硬地梁村
  - 沙渠天主堂：靖边县东坑镇沙渠村
  - 宁条梁天主堂：靖边县宁条梁镇
  - 黄蒿塘天主堂：靖边县宁条梁镇黄蒿塘村
  - 张畔天主堂：靖边县张家畔街道张家畔村
  - 镇天主堂：靖边县
- 定边县
  - 堆子梁天主堂：定边县堆子梁镇
  - 白泥井天主堂：定边县白泥井镇
  - 海子梁天主堂：定边县
  - 向阳村天主堂：定边县
- 耀县
  - 耀县天主堂
- 富县
  - 富县天主堂
- 榆林市
  - 榆林教会

## 历任主教
- 陝西宗座代牧
  - 主教林奇愛，方济各会 Bishop Pasquale Pagnucci, O.F.M. （1884年4月12日-1887年8月2日）
  - 主教魏明德，方济各会 Bishop Pio Vidi, O.F.M. （1886年8月24日-1887年8月2日）

- 陝西北境宗座代牧
  - 主教魏明德，方济各会 Bishop Pio Vidi, O.F.M. （1887年8月2日-1900年4月19日）
  - 主教林奇愛，方济各会 Bishop Pasquale Pagnucci, O.F.M. （1887年8月2日-1901年1月29日）
  - 主教郭德禮，方济各会 Bishop Clemente Coltelli, O.F.M. （1900年4月19日-1901年1月28日）
  - 主教穆理思，方济各会 Bishop Auguste-Jean-Gabriel Maurice, O.F.M. (1908年8月1日-1911年4月12日）
  - 主教易兴化，方济各会 （Bishop Celestino Ibáñez y Aparicio, O.F.M.）1873年生于西班牙，1911年4月12日任陝西北境宗座代牧，同年9月10日在济南祝圣，-1934年12月3日

- 延安府宗座代牧
  - 主教易兴化，方济各会 Bishop Celestino Ibáñez y Aparicio, O.F.M. (1934年12月3日-1946年4月11日）

- 延安主教
  - 主教易兴化，方济各会1946年4月11日-1949年1月13日辞职回国，1951年在西班牙逝世
  - 主教李宣德，方济各会 Bishop Pacific Li Huan-de, O.F.M.：1904年3月1日生于陕西省高陵县，1951年12月13日任延安教区主教，但无法上任，1952年1月25日兼任西安总教区宗座署理，1953年祝圣，1973年3月30日死于狱中[1]。

- - 主教王振业（1991年-1999年12月27日）：陕西省子洲县人 ，1991年祝圣  1999年逝世。
  - 主教童辉（1999年12月28日-2011年3月24日）： 1934年生于陕西省临潼县，1994年3月19日祝圣为延安教区助理主教，1999年12月28日任教区正权主教。
  - 主教杨晓亭（2011年3月25日-）聖名洗者若翰，1964年4月9日生于陕西周至县二曲镇渭泉村。1991年8月28日由盩厔教区范宇飞主教在大营天主堂祝圣为神父。1993年10月去意大利深造，1999年获得神学博士学位。2009年7月9日当选为助理主教。2010年7月15日由汉中教区余润深主教祝圣，2011年3月25日升任正权主教。[2]